# Червоная Горка (Киевская область)
Червоная Горка (укр. Червона Гірка) — село, входит в Бучанский район Киевской области Украины.
Население по переписи 2001 года составляло 122 человека. В 2024 году в селе проживало 92 человека. Почтовый индекс — 08013. Телефонный код — 4578. Занимает площадь 0,106 км². Код КОАТУУ — 3222780202.

## Местный совет
08013, Київська обл., Макарівський р-н, с. Андріївка, вул. Меля О.М., 114